# Recently (album)
Albums de Joan Baez
Live Europe '83
(1984) Diamonds & Rust in the Bullring
(1988)
Recently est un album de Joan Baez sorti en 1987, et son premier album studio depuis Honest Lullaby, sorti huit ans plus tôt. Il comprend des reprises de Dire Straits, U2 et Peter Gabriel, entre autres.

## Titres
| 1. | Brothers in Arms                  | Mark Knopfler | 5:01 |
| 2. | Recently                          | Joan Baez     | 3:03 |
| 3. | Asimbonanga                       | Johnny Clegg  | 4:47 |
| 4. | The Moon Is a Harsh Mistress (en) | Jimmy Webb    | 3:06 |
| 5. | James and the Gang                | Joan Baez     | 4:27 |

| 6. | Let Us Break Bread Together / Oh Freedom | traditionnel                                         | 6:47 |
| 7. | MLK (en)                                 | Bono, Adam Clayton, David Howell Evans, Larry Mullen | 2:54 |
| 8. | Do Right Woman, Do Right Man             | Chips Moman, Dan Penn (en)                           | 3:20 |
| 9. | Biko                                     | Peter Gabriel                                        | 5:13 |

## Musiciens
- Joan Baez : chant, guitare
- Alex Acuña : batterie, percussions
- Laythan Armor : synthétiseur, piano, claviers
- Cesar Cancino : synthétiseur, claviers
- John Hobbs : synthétiseur, claviers
- Paul Jackson Jr. : guitare
- Abraham Laboriel : basse, guitarrón
- Caleb Quaye : guitare
- John Robinson : batterie, percussions
- Fred Tackett : guitare
- Tony Wilkins : orgue
- Beau Williams : chœurs